# 島崎藤村
島崎 藤村（しまざき とうそん、1872年3月25日（明治5年2月17日） - 1943年（昭和18年）8月22日）は、日本の詩人・小説家。本名は島崎 春樹（しまざき はるき）。筑摩県木曾の中山道馬籠（現在の岐阜県中津川市馬籠）生まれ。帝国芸術院会員。次男は画家の島崎鶏二、三男は同じく画家の島崎蓊助。
『文学界』に参界し、ロマン主義に際した詩人として『若菜集』などを出版する。さらに、主な活動事項を小説に転じたのち、『破戒』や『春』などで代表的な自然主義作家となった。作品は他に、日本自然主義文学の到達点とされる『家』、姪との近親姦を告白した『新生』、父である島崎正樹をモデルとした歴史小説の大作『夜明け前』などが存在する。

## 生涯

### 家系
島崎家の祖は相模国三浦半島津久井（現在の神奈川県横須賀市）発祥の三浦氏の一族で、島崎重綱の代に木曾義在に仕えて木曽谷に入り、その長男重通が郷士として馬籠を開拓して中山道の宿駅として整備し、代々本陣や庄屋、問屋を務めた。父の島崎正樹は17代当主で平田派国学者だった。

### 主な生い立ち
- 1872年3月25日（明治5年2月17日）、筑摩県第八大区五小区馬籠村[注 1]（長野県を経て現在の岐阜県中津川市馬籠）に父・正樹、母・縫の四男として生まれた。
- 1878年（明治11年）神坂学校に入り、父から『孝経』や『論語』を学ぶ。
- 1881年（明治14年） 上京。泰明小学校に通い、卒業後は、寄宿していた吉村忠道の伯父・武居用拙に『詩経』などを学んだ。さらに三田英学校（旧・慶應義塾分校、現・錦城学園高等学校の前身）、共立学校（現・開成高校の前身）など当時の進学予備校で学び、明治学院本科（明治学院大学の前身）入学。在学中は馬場孤蝶、戸川秋骨、北村季晴、中島久万吉らと交友を結び、また共立学校時代の恩師の影響もありキリスト教の洗礼を受ける。学生時代は西洋文学を読みふけり、また松尾芭蕉や西行などの日本古典文学も読み漁った。明治学院本科の第一期卒業生で、校歌も作詞している。
- 1886年（明治19年） 父・正樹が郷里にて牢死。正樹は『夜明け前』の主人公・青山半蔵のモデルで、藤村に与えた文学的影響は多大だった。

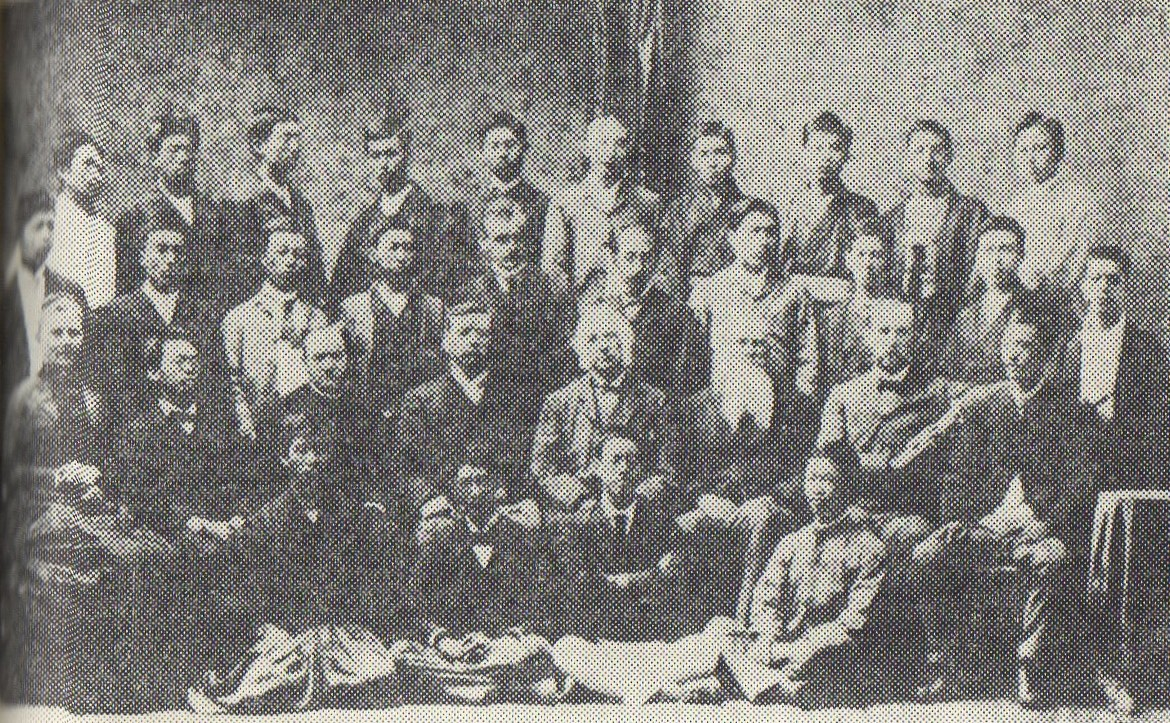
明治学院24年度卒業写真、最後列左から2番目が藤村、4番目が戸川秋骨、中央列右から3番目が馬場孤蝶

### 『文学界』と浪漫派詩人
卒業後、『女学雑誌』に訳文を寄稿するようになり、1892年9月、20歳の時に明治女学校高等科英語科教師となる。翌年、交流を結んでいた北村透谷、星野天知の雑誌『文学界』に参加し、同人として劇詩や随筆を発表した。一方で、教え子の佐藤輔子を愛し、教師として自責のためキリスト教を棄教し、辞職する。その後は関西に遊び、吉村家に戻る。1894年（明治27年）に女学校へ復職したが、透谷が自殺。さらに兄・秀雄が水道鉄管に関連する不正疑惑のため収監され、翌年には輔子が病没。この年再び女学校を辞職し、この頃のことは後に『春』で描かれる。
1896年（明治29年）9月8日、東北学院の教師となって宮城県仙台市に1年間ほど赴任。同年10月25日に母の死に直面し、当時住んでいた広瀬川を見下ろす崖上の支倉町の住居で詩作を始め、仙台駅近くの三浦屋に移って第一詩集『若菜集』を執筆、これを発表して文壇に登場した。『一葉舟』『夏草』『落梅集』の詩集で明治浪漫主義の開花の先端となり、土井晩翠（仙台県仙台出身）と共に「藤晩時代」あるいは「晩藤時代」と並び称された。これら4冊の詩集を出した後、詩作から離れていく。
藤村の詩のいくつかは、歌としても親しまれている。『落梅集』におさめられている一節「椰子の実」は、柳田國男から伊良湖の海岸（愛知県）に椰子の実が流れ着いているのを見たというエピソードを貰ったもので、1936年（昭和11年）に国民歌謡の一つとして、山田耕筰門下の大中寅二が作曲し、現在に至るまで愛唱されている。同じく落梅集におさめられている「海辺の曲」はシューベルトの歌曲「白鳥の歌」第12曲に作詞したものであり、あわせて楽譜が収録されている。また、同年に発表された国民歌謡「朝」（作曲：小田進吾）、1925年（大正14年）に弘田龍太郎によって作曲された歌曲『千曲川旅情の歌』も同じ詩集からのものである。

### 小諸時代から小説へ

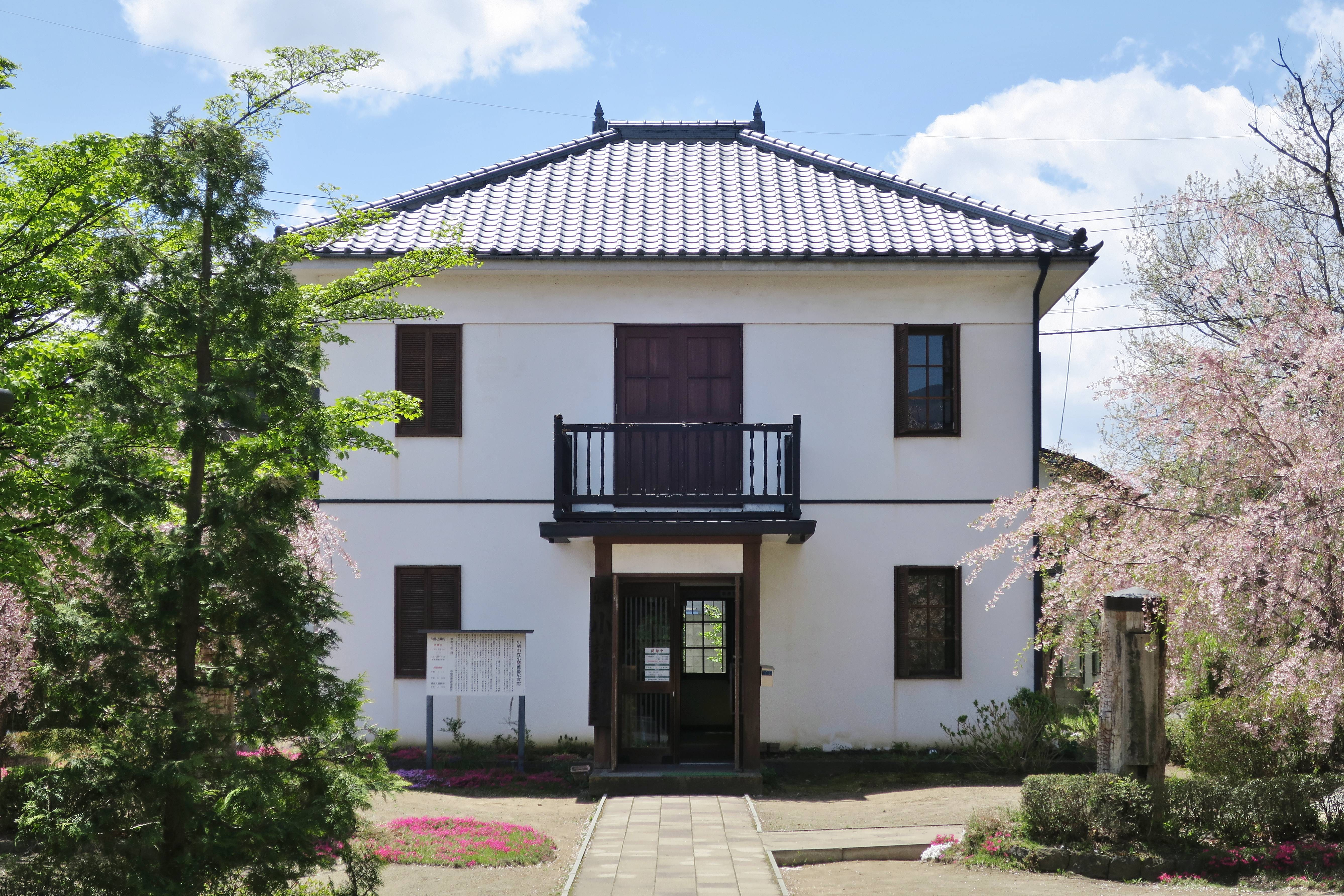
小諸市立小諸義塾記念館

- 1899年（明治32年） 小諸義塾の英語教師として長野県北佐久郡小諸町に赴任し、以後6年過ごす（小諸時代）。北海道函館区（現・函館市）出身の秦冬子と結婚し[6]、翌年には長女・みどりが生れた。この頃から現実問題に対する関心が高まったため、散文へと創作法を転回する。小諸を中心とした千曲川一帯を見事に描写した写生文「千曲川のスケッチ」を書き、「情人と別るるがごとく」詩との決別を図った。『破戒』を執筆し始めたのもこの頃からであり[7]、同作の登場人物である市村代議士は、岩村田町（現在の佐久市岩村田）の立川雲平をモデルにしたとされる[8]。
- 1905年（明治38年） 小諸義塾を辞し上京。
- 1906年（明治39年） 「緑蔭叢書」第1編として『破戒』を自費出版。すぐに売り切れ、文壇からは本格的な自然主義小説として絶賛された。ただ、この頃、栄養失調により3人の娘が相次いで没し、後に『家』で描かれることになる。
- 1907年（明治40年）『文藝倶楽部』6月に「並木」を発表。孤蝶や秋骨らとモデル問題を起こす。
- 1908年（明治41年）『春』を発表。
- 1910年（明治43年）には『家』を『読売新聞』に連載（翌年『中央公論』に続編を連載）、終了後の8月に妻・冬が四女を出産後死去した。このため次兄・広助の次女・こま子が家事手伝いに来ていたが、1912年（明治45年/大正元年）半ば頃からこま子と事実上の愛人関係になり、やがて彼女は妊娠する。
- 1913年（大正2年）5月末、神戸港よりエルネスト・シモン号に乗船し、37日後にフランスマルセイユ着、有島生馬の紹介でパリのポール・ロワイヤル通りに面した下宿で生活を始める。西洋美術史家の澤木四方吉と親交を深める。第一の「仏蘭西だより」を『朝日新聞』に連載、『桜の実の熟する時』の執筆を開始。下宿の世話した河上肇などと交流した。
- 第一次世界大戦の勃発により、1914年（大正3年）7月から11月まで画家の正宗得三郎とともにリモージュに疎開。第二の「仏蘭西だより」を『朝日新聞』に連載。
- 1916年（大正5年）7月、熱田丸にて英国ロンドンを経て神戸港に到着した。
- 1917年（大正6年） 慶應義塾大学部文学科講師となる。
- 1918年（大正7年） 『新生』を発表し、帰国後改めて持ち上がったこま子との関係を清算しようとした。このため、親類の差配により、こま子は台湾にいる伯父・秀雄（藤村の長兄）の元へ渡った（こま子は後に日本に戻り、1978年6月に東京の病院で85歳で死去）。なお、この頃の作品には『幼きものに』『ふるさと』『幸福』などの童話もある。
- 1927年（昭和2年） 「嵐」を発表。翌年より父正樹をモデルとした歴史小説『夜明け前』の執筆準備を始める。
- 1928年（昭和3年）11月3日 加藤静子と結婚する。
- 1929年（昭和4年）4月から1935年（昭和10年）10月まで『夜明け前』が『中央公論』にて連載された。この終了を期に著作を整理、編集し、『藤村文庫』にまとめられた。また柳澤健の声掛けを受けて日本ペンクラブの設立にも応じ、初代会長を務めた。
- 1940年（昭和15年） 帝国芸術院会員。
- 1941年（昭和16年）1月8日に当時の陸軍大臣・東条英機が示達した「戦陣訓」の文案作成にも参画した。（戦陣訓の項参照）
- 1942年（昭和17年） 日本文学報国会名誉会員。
- 1943年（昭和18年） 『東方の門』の連載を始めたが、同年8月22日、脳溢血のため大磯の自宅で死去した。最期の言葉は「涼しい風だね」であった。

## 親譲りの憂鬱
島崎藤村は自作で様々に「親譲りの憂鬱」を深刻に表現した。これは、
1. 父親と長姉が、狂死した。
2. すぐ上の友弥という兄が、母親の過ちによって生を受けた不幸の人間だった。
3. 後に姪の島崎こま子と近親相姦を起こしたが、こま子の父である次兄・広助の計らいによって隠蔽された。長兄・秀雄の口から、実は父親も妹と関係があったことを明かされた。

などの事情による。

## 年譜
- 1872年3月25日（明治5年2月17日） - 筑摩県の馬籠村[注 1]に生まれる。
- 1878年（明治11年） - 神坂小学校に入学。
- 1881年（明治14年） - 兄とともに上京。泰明小学校に通う。
- 1886年（明治19年）
  - 3月、泰明小学校を卒業。
  - 11月、父・正樹、死去。
- 1887年（明治20年）9月 - 明治学院普通部本科に入学。
- 1888年（明治21年）6月 - 木村熊二から受洗。
- 1891年（明治24年）6月 - 明治学院を卒業。
- 1892年（明治25年）10月 - 明治女学校の教師となる。
- 1893年（明治26年）
  - 1月、北村透谷、星野天知らと『文学界』を創刊する。
  - 教え子の佐藤輔子を愛したため明治女学校を辞め、キリスト教を棄教する。
- 1894年（明治27年）
  - 5月、透谷が自殺。
- 1895年（明治28年）
  - 長兄が公文書偽造行使の疑いで下獄。
- 1896年（明治29年）
  - 9月8日 - 東北学院（仙台市）の教師として約1年間赴任。
  - 10月25日 - 母・縫が死去。この頃から詩作を始め、『若菜集』を書き上げる。
- 1897年（明治30年） 8月 - 処女詩集『若菜集』を出版。
- 1898年（明治31年） 4月 - 東京音楽学校選科入学。
- 1899年（明治32年）
  - 4月 - 小諸義塾に赴任。
  - 5月3日 - 秦冬子と結婚[9]。
- 1900年（明治33年）
  - 5月 - 長女・みどり、生誕。
  - 「千曲川のスケッチ」を書き始める。
- 1902年（明治35年）3月 - 次女・孝子、生誕。
- 1904年（明治37年）4月 - 三女・縫子、生誕。
- 1905年（明治38年）
  - 4月 - 上京。
  - 5月 - 栄養失調により縫子死去。
  - 10月 - 長男・楠男、生誕。
- 1906年（明治39年）
  - 3月 - 『破戒』を自費出版。
  - 4月 - 栄養失調により孝子が死去。
  - 6月 - 栄養失調によりみどりが死去。
- 1907年（明治40年）9月 - 次男・鶏二、生誕。
- 1908年（明治41年）
  - 4月より「春」を『東京朝日新聞』に連載。
  - 12月 - 三男・蓊助、生誕。
- 1910年（明治43年）
  - 1月より「家」を『読売新聞』に連載。
  - 8月 - 四女・柳子、生誕。妻・冬子、死去。
- 1912年（大正元年） - 有島生馬の装丁で『千曲川のスケッチ』を佐久良書房より出版[10]。
- 1913年（大正2年）4月 - 手伝いに来ていた姪・こま子と過ちを犯しこま子が懐妊したため、関係を絶つためにフランスへ渡る。
- 1916年（大正5年）
  - 7月4日 - 帰国。こま子との関係が再燃する。
  - 9月 - 早稲田大学講師に就任。
- 1918年（大正7年） - 5月より「新生」を『東京朝日新聞』に連載。
- 1922年（大正11年） - 婦人文芸誌『処女地』を創刊する[11]。
- 1928年（昭和3年） 『処女地』の同人で24歳年少の加藤静子と再婚[12]。
- 1929年（昭和4年） - 4月より「夜明け前」を『中央公論』に連載。
- 1935年（昭和10年） - 日本ペンクラブを結成、初代会長に就任[13]。

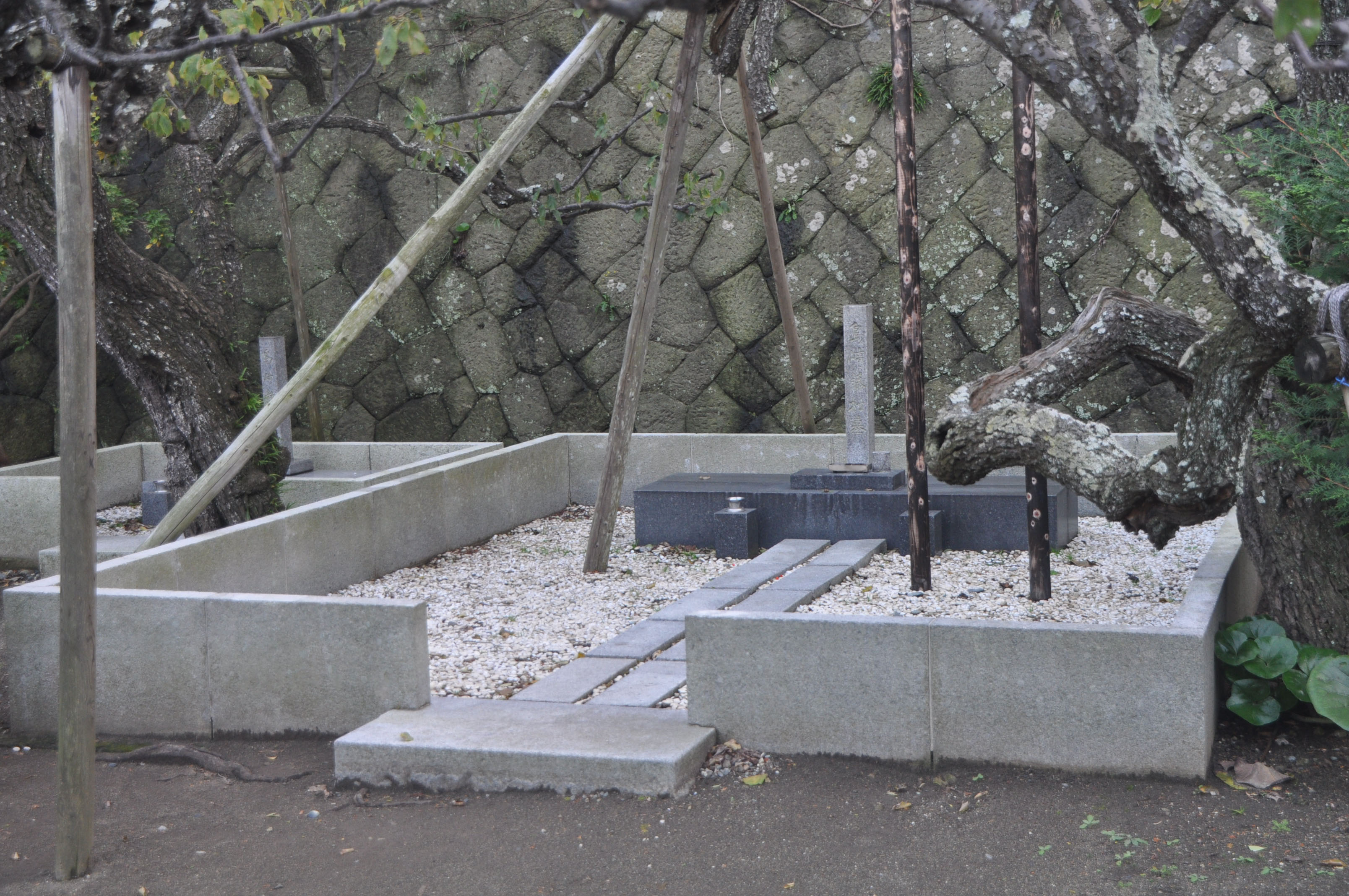
島崎藤村（右）と妻・静子（左）の墓所（神奈川県大磯町の地福寺で）

- 1936年（昭和11年） - 第14回国際ペンクラブブエノスアイレス大会出席のため、静子夫人と副会長有島生馬を伴い外遊[13]。帰途に欧州に立ち寄る。
- 1937年（昭和12年） - 東京市麹町区下六番町に転居
- 1941年（昭和16年）2月 神奈川県中郡大磯町へ、戦争中の帝都を避けて先に移転していた「弟子」の天明愛吉の近所に住む形で[注 3]、転居。
- 1943年（昭和18年）8月22日 - 大磯町の自宅にて死去、満71歳。戒名は文樹院静屋藤村居士。大磯町の地福寺に埋葬された他、島崎家の菩提寺である馬籠村（現・岐阜県中津川市）の永昌寺に藤村の遺髪と遺爪の一部が納められた墓碑が建てられた。

## 親族
- 父・島崎正樹（1831年 - 1886年） - 国学者。中山道馬籠宿（長野県筑摩郡馬籠村）の本陣・庄屋・問屋を兼ねる島崎家17代。国学を学び、33歳で平田篤胤没後の門人となる。明治維新後、文明開化の風潮に失望、木曾山林の解放運動に奔走し戸長を免職され、家産を傾ける。東京で教部省考証課雇、岐阜県で飛騨一宮水無神社宮司となるも志を得ず帰郷。巡幸中の明治天皇に憂国の歌を書いた扇を投げて不敬罪に問われるなど挫折を繰り返した末に発狂し、座敷牢内で没した[14]。『夜明け前』の主人公である青山半蔵のモデル。異母妹と関係を持つ[15]。旧名は「重寛」。『夜明け前』で没落した青山家のように、晩年は困窮し、田地を売って金策していたことを伝える土地売買証明書が中津川市の旧商家に残っている[16]。
- 母・ぬい（? - 1896年） - 長男一家と上京後、コレラで死去。
- 兄弟
  - 姉・高瀬園子（1855年? - 1921年） - 精神病院で死去。「ある女の生涯」の主人公おげん、「家」のお種のモデル。夫に高瀬薫、養子に高瀬兼喜。「家」のモデルとなった嫁ぎ先の高瀬家は代々、木曽代官山村氏に仕えた士族で、徳川将軍家献上の秘薬「奇応丸」を製造していた。木曽町福島関町にある旧居は高瀬資料館として公開されている。
  - 長兄・秀雄（1858年? - 1924年） - 木曽御料林問題に関わる水道鉄管の私文書偽造で入獄後、台湾に渡った。「家」の小泉実のモデル。妻松江との長女のいさ子は西丸帯刀の孫の西丸哲三に嫁ぐ。哲三・いさ子の子に、日本画家の長女・博子（静園）のほか、西丸四方、島崎敏樹、西丸震哉。四方の孫に女優の西丸優子。
  - 次兄・広助（1861年? - 1928年） - 母方の妻籠宿本陣に養子入りし、島崎家15代目当主となる。絵の勉強のため上京後、朝鮮へ渡る。後東京へ戻り木曽御料林問題の解消に尽力する。子に外交官・田中文一郎に嫁いだ長女の久子、次女は島崎こま子。長男の重樹は夭逝し、次男の正二郎（1913年 - 2001年）は妻籠宿本陣島崎家16代目となる。
  - 三兄・友弥（1868年? - 1911年） - ぬいと稲葉屋主人との間にできた不義の子とされる[15]。広助とともに上京後、京橋の木綿問屋に奉公するが長続きせず、横浜で奔放な生活を送り、悪性の毒により片足が不自由となる。国学を学び、佐佐木信綱のもとで和歌を学ぶ。「家」に登場。
- 前妻・秦冬子（1878年 - 1910年） - 函館の網問屋・秦慶治の三女で明治女学校卒業。1899年に結婚し、7人の子をもうける。関連書として『冬の家―島崎藤村夫人・冬子』（森本貞子、文藝春秋、1987年）、『お冬 わたしの 藤村の妻島崎冬子』（松井千枝）などがある。・
- 子
  - 長女・みどり（1900年 - 1906年） - 夭折。
  - 次女・孝子（1902年 - 1906年） - 夭折。
  - 三女・縫子（1904年 - 1905年） - 夭折。
  - 長男・楠雄（1905年 - 1981年） - 明治学院中等部中退後、農業に従事し、後に財団法人藤村記念郷初代理事長、藤村記念館顧問となる。
  - 次男・鶏二（1907年 - 1944年） - 画家。藤村の秘書を務めた後に戦死。
  - 三男・蓊助（1908年 - 1992年） - 画家、共産主義運動家。
  - 四女・柳子（1910年 - ） - 長野県南佐久郡臼田町（現・佐久市）の井出五郎に嫁ぐ。
  - 庶子（1913年 - ?） - 姪のこま子との子。養子に出され、10歳時に1923年の関東大震災で行方不明。
- 後妻・加藤静子（1896年 - 1973年） - 東京で生まれ、津田英学塾中退後キリスト教に入信、藤村が創刊した『処女地』の編集者となり、1928年に結婚。著書に『藤村の思い出』『藤村 妻への手紙』など。

## 主な作品
- 『藤村全集』は、筑摩書房で数度出版。

### 詩集
- 若菜集（1897年8月、春陽堂）
- 一葉舟（1898年6月、春陽堂）
- 夏草（1898年12月、春陽堂）
- 落梅集（1901年8月、春陽堂）
- 藤村詩集（1904年9月、春陽堂）※上記4冊を合本したもの。

### 小説
- 旧主人（1902年11月、『明星』）発禁処分をうけた
- 破戒（1906年3月、自費出版）
- 春（1908年10月、自費出版）
- 家（1911年11月、自費出版）
- 桜の実の熟する時（1919年1月、春陽堂）
- 新生（1919年1、12月、春陽堂）
- ある女の生涯（1921年7月、『新潮』）
- 嵐（1926年9月、『改造』）
- 夜明け前（1929年1月、1935年11月、新潮社）

### 写生文
- 千曲川のスケッチ（1912年12月）
- 『世界名作物語』文教書院、1927年。
  - 出郷
  - スエズ運河
  - 太陽の出る前
  - 馬鹿者の話

### 紀行文
- 海へ（1918年、実業之日本社）

### 童話
- 眼鏡（1913年2月、実業之日本社）
- ふるさと（1920年12月、実業之日本社）
- おさなものがたり（1924年1月、研究社）
- 幸福（1924年5月、弘文館）

## 没後に
没後、1952年に長野県馬籠に藤村記念館が開館した。1958年には、長野県小諸市の懐古園内に小諸市立藤村記念館が設けられている。また、藤村の最晩年の住宅が神奈川県大磯町で「旧島崎藤村住宅～静の草屋～」（大磯町指定有形文化財）として開放されている。
1963年には、現代詩の同人誌『歴程』が、島崎藤村を記念して藤村記念歴程賞が開設された。
東京都新宿区歌舞伎町には「島崎藤村旧居跡」の碑が建てられた。

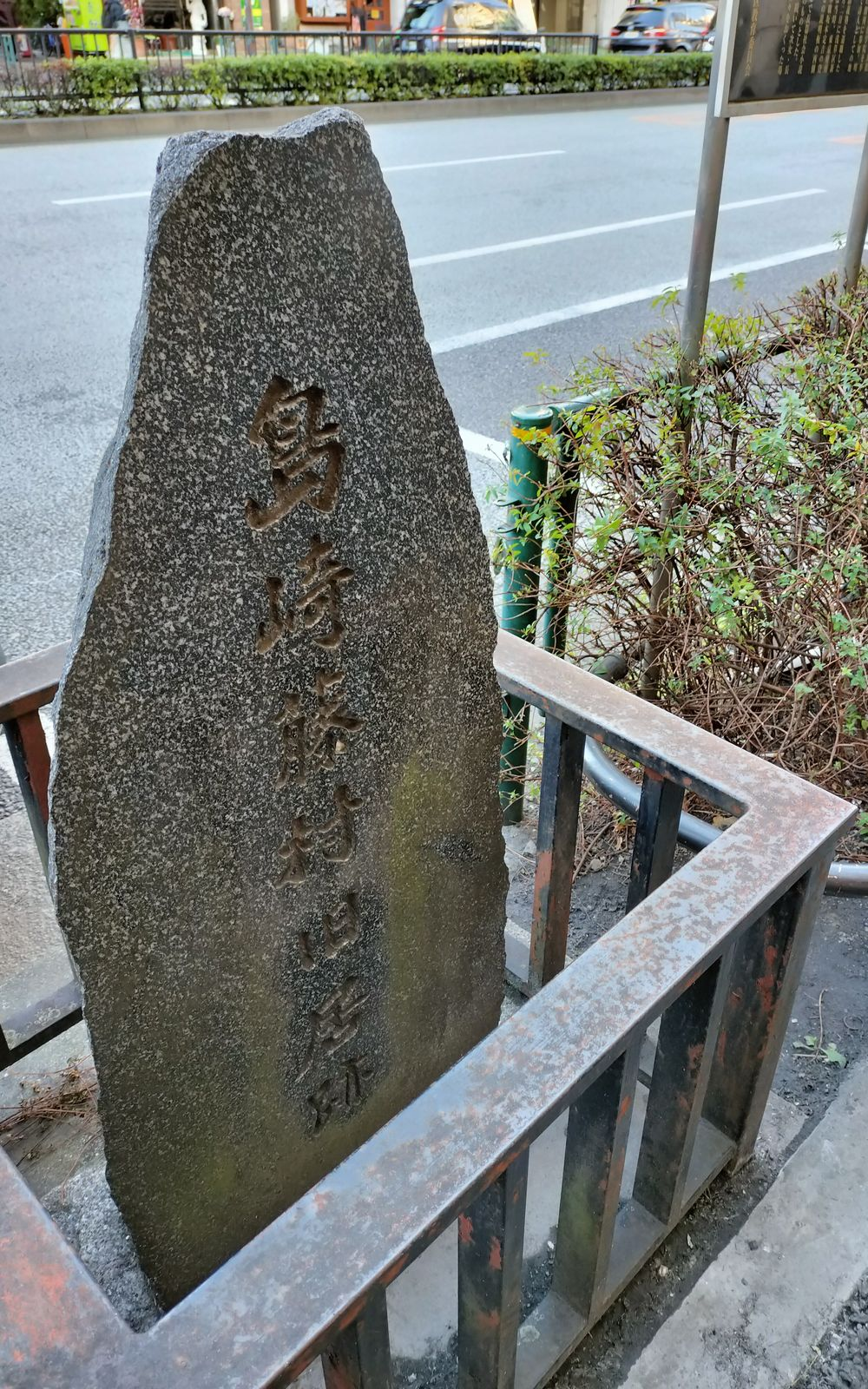
島崎藤村旧居跡の碑

## フィクションにおける島崎藤村
- 映画
  - 北村透谷 わが冬の歌（1977年 演：西塚肇）
  - わが愛の譜 滝廉太郎物語（1993年 演：榎木孝明）
  - 家（2013年 演：松田洋治）[20]

- テレビドラマ
  - 風雪 浪漫光茫（1964年 演：江守徹）

- ラジオドラマ
  - 忘れえぬ人々 島崎藤村（1953年 演：伊志井寛）

- 演劇
  - しりたまはずやわがこひは（1997年 演：大出俊）
  - オペラ 瀧廉太郎（1999年 演：持木弘）
  - 漂白のとき 小諸日記 藤村と冬子（2001年 演：江藤潤）
  - 青春の賦 乱れて熱き吾身には（2002年 演：緒形幹太）
  - 我が胸中朱夏にて候（2003年 演：小野寺昭）
  - 幕末純情伝（2008年 演：岩崎雄一）